# Теодор Аврамовић Тицан
Теодор Аврамовић (надимак Тицан, 1764. (1767) — 1807. (1810)) је био обор-кнез и вођа побуне у Срему под именом Тицанова буна.
Одрастао је у сиромашној кметској породици у сремском селу Јаску. Због "хитрине и окретности" а маленог раста у младости је прозван Тицан. Био је школован; завршио је и Немачку школу у Земуну. Био је 17 године војник у регименти барона Јелачића, и учествовао је у Наполеоновим ратовима. После повратка у Јазак наставио је живот као озбиљан и поштен човек; уживао је велико поверење и углед код грађанства. Због неправди и искориштавања сељака, подстакнут устанком у Србији под Карађорђем, Тицан је подигао буну и повео сељаке у Фрушку гору. Изабран је 5. априла 1807. године за вођу устанка, јер је једини добро познавао војну организацију. Рачунао је на велику помоћ Срба аустријских граничара, који су били спремни за борбу, вични војној дисциплини и наоружани. Повео је устанике у манастир Раваницу где су ови пред ћивотом кнеза Лазара давали заклетву вођи. У Врднику је подигао логор и ради ширења буне одлучио се на поход према Илоку. Дизањем устанка ушао је у директан сукоб са митрополитом Стеваном Стратимировићем који је покушавао да смири побуњенике.
Покушао је да побуни сељаке у северозападном делу Срема. Кретао се са неколико стотина сељака, али код села Бингуле 9. априла је упао у засједу аустријске војске. Његова група је разбијена, а Аврамовић је био ухваћен. Успео је да побегне из затвора у Иригу и покушао је да пређе у Србију, али је поново ухваћен у Грабовцима код Шапца и упућен у затвор у Вуковару.
Од свих побуњеника само је он био изузет од амнестије јер су Аустријанци проценили, из извештаја митрополита Стратимировића, да је он главни покретач буне. Осуђен је на смртну казну која је извршена у пролеће 1810.